# Kot w butach (film 2009)
Kot w butach (niem. Der gestiefelte Kater) – niemiecki film familijny z 2009 roku, należący do cyklu filmów telewizyjnych Najpiękniejsze baśnie braci Grimm. Film jest adaptacją baśni Kot w butach w wersji braci Grimm.
Zdjęcia kręcono w Hamburgu, w skansenie w Molfsee, na zamkach Tremsbüttel i Grabau (Szlezwik-Holsztyn), w skansenie w Kiekeberg (Dolna Saksonia) oraz na zamku w Güstrow (Meklemburgia-Pomorze Przednie).

## Fabuła
Hans, syn Mullera, po śmierci swojego ojca odziedziczył jedynie starego kocura Minkusa. Hans chciał wykorzystać kota do zrobienia z niego rękawiczek. Jednak kot przekonał go, aby podarował mu buty, a nie będzie tego żałował. Po tym jak kot dostał buty, udało mu się pokonać złego czarnoksiężnika i doprowadził do tego, że Hans doszedł do bogactwa. Pomógł również pięknej księżniczce. 

## Obsada
- Jan Fedder: młynarz Hinze
- Jacob Matschenz: Hans
- Roman Knižka: kot Minkus
- Jürgen Tarrach: czarodziej Abbadon
- Kai Wiesinger: król Otto
- Jennifer Ulrich: księżniczka Frieda
- Josef Heynert: Müller Hermann
- Stefan Haschke: Müller Hubert
- Peter Kurth: Eberhard
- Peter Jordan
- Andreas Potulski: Paul
- Michael Bernhard: Felix
- Oliver Warsitz: Julius
- Carolin Spieß: Rosa
- Jens Münchow: Emil
- Sebastian Werner: Ernst
- Till Hooster: Eugen
- Rüdiger Kühmstedt[1]